# Krzysztof Wilmanski

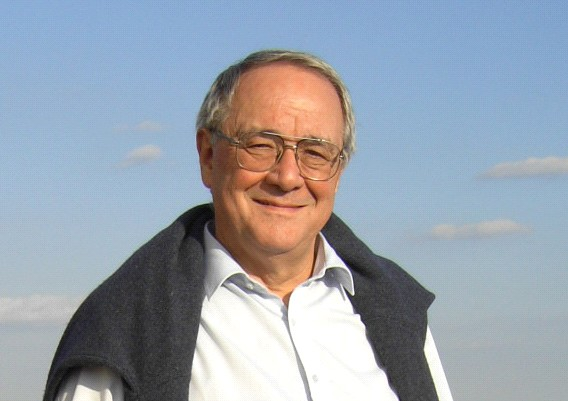
Krzysztof Wilmanski en 2007.

Krzysztof Wilmanski (1 de marzo de 1940 - 26 de agosto de 2012) fue un científico polaco-alemán que trabajó en el campo de la mecánica de medios continuos.

## Libros selectos
- Wilmanski, K.: Thermomechanics of Continua, Springer, Berlín, N.Y., 1998, ISBN 978-3540641414.
- Wilmanski, K.: Continuum Thermodynamics, Part I: Foundations, Wold Scientific, Singapore, 2008, ISBN 978-981-283-556-7.
- Albers, B. (ed.): Continuous Media with Microstructure. Collection in Honor of Krzysztof Wilmanski, Springer, Berlín, Heidelberg, 2010, ISBN 978-3-642-11444-1.